# Jelena Bělovová (šermířka)
Jelena Dmitrijevna Bělovová (Еле́на Дми́триевна Бело́ва; * 28. červenec 1947 Sovětskaja Gavaň, Sovětský svaz) je bývalá sovětská a běloruská sportovní šermířka ruské národnosti, která se specializovala na šerm fleretem.
Na začátku sportovní kariéry závodila pod dívčím jménem Jelena Novikovová. Sovětský svaz reprezentovala v šedesátých a sedmdesátých letech. Jako sovětská reprezentantka zastupovala minskou šermířskou školu, která spadala pod Běloruskou SSR. Na olympijských hrách startovala v roce 1968, 1972, 1976 a 1980 v soutěži jednotlivkyň a družstev. V soutěži jednotlivkyň získala na olympijských hrách 1968 zlatou olympijskou medaili a na olympijských hrách 1976 bronzovou olympijskou medaili. V roce 1969 získala titul mistryně světa v soutěži jednotlivkyň a v roce 1970 a 1977 obsadila druhé místo. Se sovětským družstvem fleretistek vybojovala tři zlaté (1968, 1972, 1976) a jednu stříbrnou (1980) olympijskou medaili a celkem vybojovala s družstvem sedm titulů mistryň světa (1970, 1971, 1974, 1975, 1977, 1978, 1979).